# NGC 5042
NGC 5042 is een lensvormig sterrenstelsel in het sterrenbeeld Waterslang. Het hemelobject werd op 25 maart 1836 ontdekt door de Engelse astronoom John Herschel.

## Synoniemen
- ESO 508-31
- MCG -4-31-43
- UGCA 340
- IRAS13127-2343
- PGC 46126